# Кэвизел, Джеймс
Джеймс (Джим) Патрик Кэви́зел-младший (англ. James Patrick «Jim» Caviezel, Jr., МФА [kəˈviːzəl]; 26 сентября 1968, Маунт-Вернон, Вашингтон, США) — американский актёр, наиболее известен по ролям Джона Риза в сериале «В поле зрения», а также Иисуса Христа в фильме «Страсти Христовы».

## Ранние годы
Кэвизел родился в Маунт-Верноне (штат Вашингтон) в семье Маргарет (Магги), домохозяйки и актрисы, и Джеймса Патрика Кэвизела-старшего, мануального терапевта. Семья актёра жила по строго католическим канонам. Отец Джеймса — словак по матери и романш по отцу, мать же по происхождению ирландка. У актёра есть младший брат Тимати и сёстры Анна, Эмми и Эрин. Джеймс учился в школе Вернона около двух лет, затем переехал в Сиэтл и жил у семьи друга, заодно играя в баскетбол в католической школе. Следующей весной он перешёл в другую католическую школу — имени Джона Кеннеди. Там он играл в баскетбольной команде и окончил школу в 1987 году. По окончании Кэвизел был зачислен в колледж Билив Комюнити, где также продолжал играть в баскетбол. Травма ноги через два года положила конец баскетбольной карьере Джеймса. Позже он поступил в Вашингтонский университет, где всерьёз увлёкся актёрским мастерством и стал членом братства «Сигма».

## Карьера
После появления в «Уайетт Эрп» Кэвизел совершил прорыв в фильме о Второй мировой войне Теренса Малика «Тонкая красная линия». Фильм вышел на экраны в 1998 году и был признан организацией американских кинокритиков National Society of Film Critics "Лучшим фильмом года". Позже был утверждён на роль Циклопа/Скотта Саммерса в фильме «Люди Икс», но не смог сыграть из-за занятости в другом проекте — «Радиоволна».
Кэвизел начинал свою актерскую карьеру  в таких фильмах Голливуда как «Глаза ангела» (2001), «Заплати другому» (2000), «Граф Монте-Кристо» (2002). В 2001 году он сыграл главную роль в «Мэдисон» - фильме, рассказывающем о забегах в Мэдисоне, Индиана. Герой актёра вспоминает события 1971 года. Фильм не появлялся в кинотеатрах до 2005 года. Его работа в фильме «Особо тяжкие преступления» (2002) была высоко оценена критиками.
В 2002 году он сыграл в фильме «Меня зовут Дэвид» по датской новелле «Двое: Дэвид и Север к победе», написанной Анной Холм.

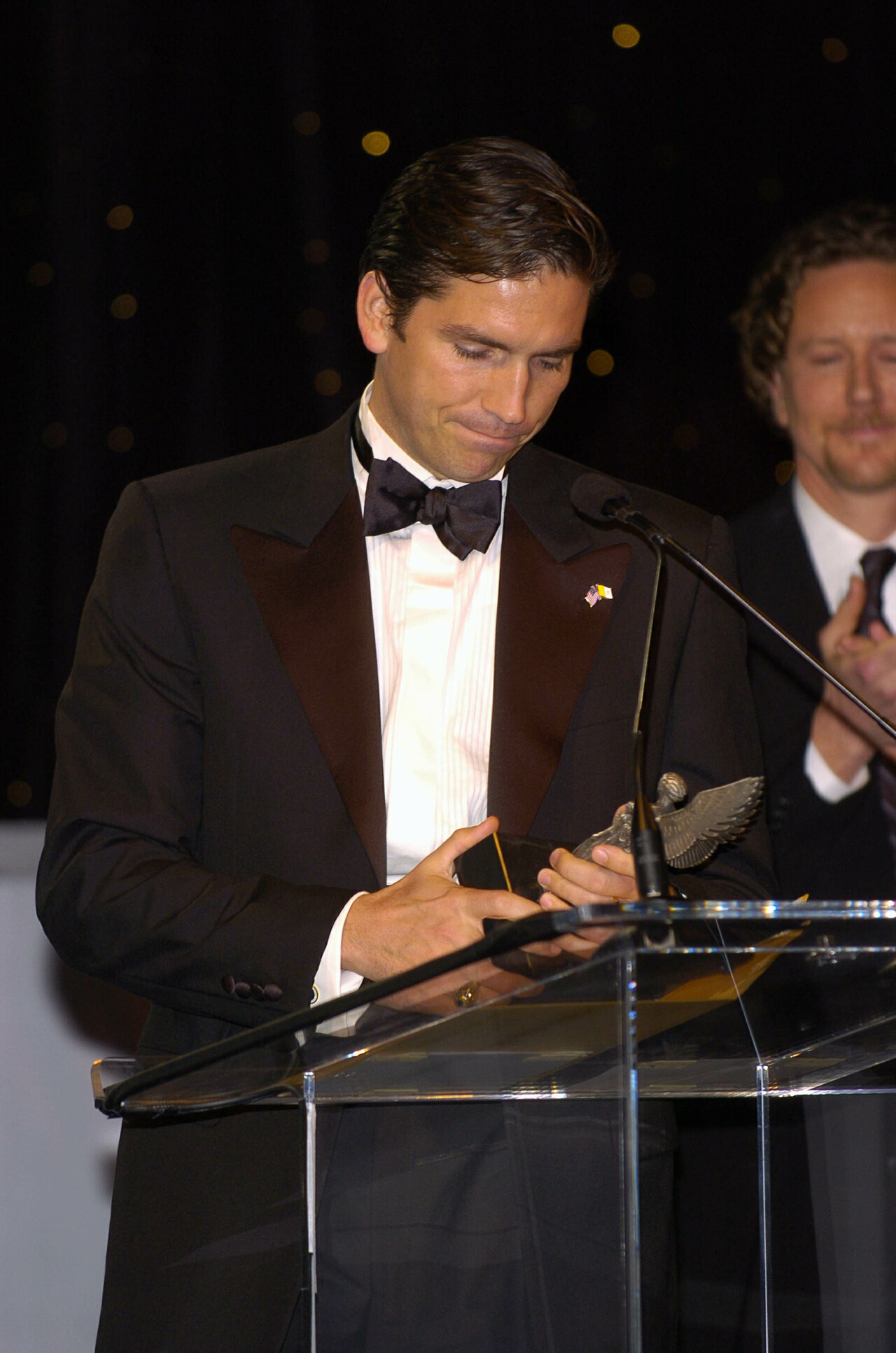
Кэвизел на церемонии вручения наград Movie Guide Awards 2005

В 2004 году Кэвизел сыграл Иисуса Христа в фильме Мела Гибсона «Страсти Христовы». Во время съёмок актёр получил массу травм: из-за толстого слоя грима его тело покрывалось волдырями, и он не мог уснуть; его дважды ударяли хлыстом, он вывихнул плечо, получил кровоподтёки под глазами и удар молнией (который ему, впрочем, не навредил). После показа Кэвизелу предложили стать лицом модной линии «Небесная», и, как он отметил, это стало шоком для многих людей.
Также в 2004 году он проявил интерес к роли Супермена / Кларка Кента в фильме «Возвращение Супермена» 2006 года, обещая посвятить свою роль Кристоферу Риву. Но режиссёр картины Брайан Сингер всё же отклонил заявку актёра, объяснив это тем, что Кэвизел стал слишком известен после «Страстей Христовых». Роль отдали новичку Брэндону Руту.
Кэвизел сыграл роль в неизвестном проекте компании IFC по заказу компании Вестен. Кэвизел также получил роль в боевике Тони Скотта «Дежавю». Голос Кэвизела был записан в звукозаписывающей компании Томаса Нельсона и осенью 2007 года был положен на музыку к фильму «Обещание».
С 2011 по 2016 год Кэвизел снимался в сериале «В поле зрения» в роли бывшего оперативника Джона Риза, который вместе со своим другом-миллиардером Гарольдом Финчем предотвращает преступления.
В январе 2018 года Кэвизел подтвердил, что вернётся к главной роли в продолжении истории об Иисусе в фильме «Страсти Христовы: Воскрешение».

### Политическая деятельность
В октябре 2006 года Кэвизел совместно с Патрицией Хитон, Куртом Ворнером и Майком Суини выступил в рамках кампании, направленной против исследования стволовых клеток на эмбриональном материале. Кэвизел начал выступление со слов «Le-bar nash be-neshak» на арамейском, что в переводе означает «вы предали Сына Божьего поцелуем». Однако трансляция выступления не включала перевода на английский. Кэвизел закончил словами «Теперь вы знаете. Не делайте этого».
На выступление отреагировали как на актёрское представление и оценили актёрский талант Кэвизела. Оно оказалось полной неожиданностью для представителя оппонента республиканской партии Фокса, ярого поборника такой терапии. В результате Вторая Поправка оказалась всего лишь ещё одной попыткой в борьбе за человеческие права.
Кэвизел вложил 2100 долларов в 2006 году в неудачную кампанию по переизбранию сенатора Рика Санторума.

## Личная жизнь
Кэвизел, будучи чистым католиком, проповедовал на религиозных собраниях ещё до премьеры «Страстей…». 19 марта 2005 года он был главным проповедником на первой конференции католиков в Бостоне. Кэвизел отмечает, что выбрал эту конференцию только из-за уважения к архиепископу Бостона, Сина Кардинала О’Мэли. Его жена Кэрри, также католичка — учительница и флейтистка. Кэрри оказывает поддержку одиноким матерям и вместе с другими волонтёрами организовала лагерь для детей-инвалидов в Малибу, Калифорния.
Кэвизел поддерживает связь с братством «Сигма», к которому присоединился ещё студентом в Вашингтонском университете, и является фанатом Миннесотских викингов.
У Джеймса Кэвизела трое приёмных детей, все родом из Китая. У одного из сыновей была опухоль в голове.

## Фильмография
| Год       |   | Русское название              | Оригинальное название          | Роль                      |
| --------- | - | ----------------------------- | ------------------------------ | ------------------------- |
| 1991      | ф | Мой личный штат Айдахо        | My Own Private Idaho           | служащий в аэропорту      |
| 1992      | ф | Поединок в Диггстауне         | Diggstown                      | Билли Харгроув            |
| 1992      | ф | Уайетт Эрп                    | Wyatt Earp                     | Уоррен Эрп                |
| 1992      | с | Чудесные годы                 | The Wonder Years               | Бобби Риддли              |
| 1995      | с | Она написала убийство         | Murder, She Wrote              | Дэррил Хардинг            |
| 1995      | ф | Дети праха                    | Children of the Dust           | Декстер                   |
| 1995      | ф | Эд                            | Ed                             | Диззи Андерсон            |
| 1996      | ф | Скала                         | The Rock                       | пилот Ф-18                |
| 1996      | ф | Солдат Джейн                  | G.I. Jane                      | Словник                   |
| 1998      | ф | Тонкая красная линия          | The Thin Red Line              | Рядовой Роберт Э. Ли Уитт |
| 1999      | ф | Погоня с дьяволом             | Ride with the Devil            | Чёрный Джон               |
| 2000      | ф | Радиоволна                    | Frequency                      | Джон Салливан             |
| 2000      | ф | Заплати другому               | Pay It Forward                 | Джерри                    |
| 2001      | ф | Глаза ангела                  | Angel Eyes                     | Стивен «Кэтч» Ламберт     |
| 2001      | ф | Мэдисон                       | Madison                        | Джим МакКормик            |
| 2002      | ф | Граф Монте Кристо             | The Count of Monte Cristo      | Эдмон Дантес              |
| 2002      | ф | Особо тяжкие преступления     | High Crimes                    | Том Кубик / Рон Чапмен    |
| 2003      | ф | Меня зовут Дэвид              | I Am David                     | Йоханнес                  |
| 2003      | ф | Шоссе смерти                  | Highwaymen                     | Джеймс «Ренни» Крей       |
| 2004      | ф | Окончательный монтаж          | The Final Cut                  | Флетчер                   |
| 2004      | ф | Страсти Христовы              | The Passion of the Christ      | Иисус Христос             |
| 2004      | ф | Бобби Джонс: Гений удара      | Bobby Jones: Stroke of Genius  | Бобби Джонс               |
| 2006      | ф | 5 неизвестных                 | Unknown                        | Джин Джекет               |
| 2006      | ф | Дежа вю                       | Deja Vu                        | Эрштадт                   |
| 2008      | ф | Викинги                       | Outlander                      | Кайнан                    |
| 2008      | ф | Забрасывая камнями            | The Stoning of Soraya M.       | Фрейдун Сахебджам         |
| 2008      | ф | Опасная природа               | Nature's Grave                 | Питер                     |
| 2009      | с | Заключённый                   | The Prisoner                   | Майкл / номер 6           |
| 2011—2016 | с | В поле зрения                 | Person of Interest             | Джон Риз                  |
| 2012      | ф | Транзит                       | Transit                        | Нейт                      |
| 2013      | ф | План побега                   | Escape Plan                    | Уиллард Хоббс             |
| 2013      | ф | Саванна                       | Savannah                       | Уорд Аллен                |
| 2014      | ф | Игра на высоте                | When the Game Stands Tall      | Боб Ладусер               |
| 2018      | ф | Павел, апостол Христа         | Paul, Apostle of Christ        | Лука                      |
| 2019      | ф | Неверный / Похищенный         | Infidel                        | Даг Роулинс               |
| 2023      | ф | Звук свободы                  | Sound of Freedom               | Тим Баллард               |
| 2025      | ф | Страсти Христовы: Воскресение | The Resurrection of the Christ | Иисус Христос             |